# 属地属人主義
属地属人主義（ぞくちぞくじんしゅぎ）は、部落問題に関して行われる揶揄の1つ。法律用語の属地主義・属人主義に由来する造語。

## 概要
全人連などの部落解放同盟と敵対する同和団体などから、同和対策事業の際、「解放同盟が属地（同和地区在住者）および属人（同和地区出身者）を優先させた」とする批判がある。ただし事業の実施主体は行政であり、申請などは該当地区の運動に左右されるなど、解放同盟の意図とは直接関連しない。なお部落解放同盟自身がこの主義を標榜しているわけではなく、主に「解放同盟の政策の非公平性を批判」するとして用いられる用語である。

## 全人連の主張
今までの同和対策事業は、同和地区の住民であるかないか、同和関係者であるかないかによって受給資格が制限されるという、いわゆる「属地属人主義」の原則で行われてきたが、こんにちでは混住が進み同和地区出身者であっても地区外で居住しているものや、地区外出身者であっても地区内に転入してきた人々も多い。こうした人々が、属地属人主義によって不利益をこうむっているのが現状である。行政、該当地区の運動なども解放同盟の強い影響下にあるため、属地属人主義を解放同盟が結果として推進しているという批判は免れない。

## 部落解放同盟の主張
未指定地区に対する一般行政上の差別は現存している。申請を逆手に取った怠慢は認められるべきではない（属地主義ですらない）。行政が主体となることで運動の弾圧を謀っている。同和対策事業では人権救済が不十分であった。その状況は現在も変わりがない（部落解放基本法、人権侵害救済法制定要求）。